# Bremer Philharmoniker

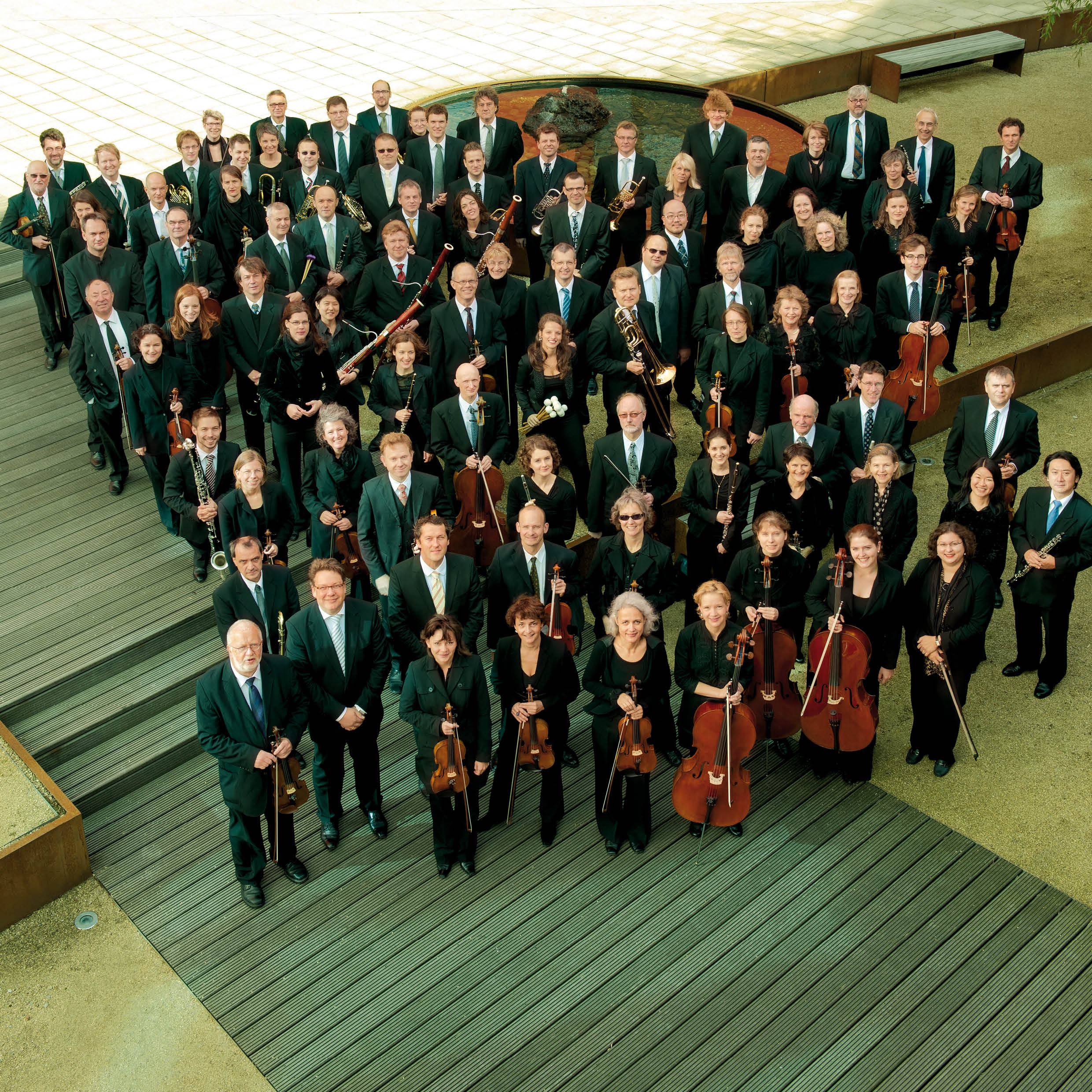
Die Bremer Philharmoniker 2011

Die Bremer Philharmoniker sind das offizielle Orchester der Freien Hansestadt Bremen. Neben der Bespielung des Musiktheaters im Theater Bremen veranstaltet das Orchester pro Spielzeit 28 Philharmonische Konzerte, diverse Sonder-, Benefiz- und Kammerkonzerte sowie viele Projekte im Bereich der Musikvermittlung. Seit der Spielzeit 2018/2019 ist Marko Letonja der Generalmusikdirektor.

## Geschichte

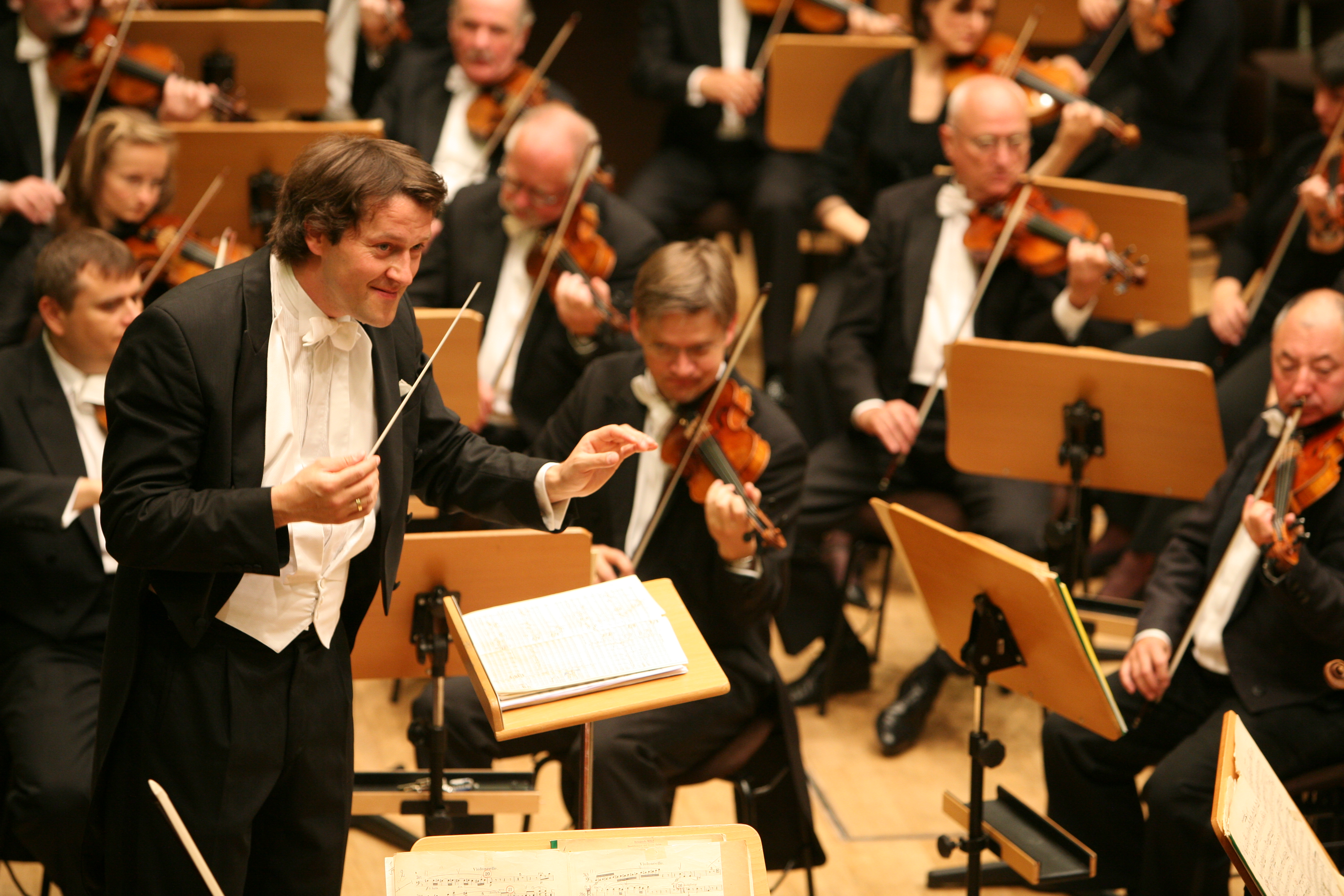
Die Bremer Philharmoniker

1820 gründete der Domorganist Wilhelm Friedrich Riem das Bremer Concert-Orchester. Er war bis zu seinem Tod (1857) Dirigent dieses Orchesters. Ihm folgte als Dirigent Carl Martin Reinthaler. Das Orchester wurde von dem 1863 gegründeten Verein Bremischer Musikfreunde betreut.
1825 wurde die Gesellschaft für Privatkonzerte – seit 1895 Philharmonische Gesellschaft – gegründet. Sie organisierte einen Philharmonischen Chor und ein Concert-Orchester, als eines der ersten bürgerlichen Orchester. Die Stadt Bremen gewährte dem Orchester Zuschüsse, das später Philharmonisches Orchester genannt wurde.
Johannes Brahms gab 1855 sein Debüt als Pianist. Es war sein erster öffentlicher Auftritt mit einem Orchester. Dreizehn Jahre später wurde in Bremen das Deutsche Requiem unter seiner Leitung uraufgeführt. Auch heute noch fühlen sich die Bremer Philharmoniker Johannes Brahms besonders verbunden: Seine Kompositionen gehören zu den meistgespielten im Repertoire.
Die als Folge des Ersten Weltkrieges einsetzende Inflation machte es Anfang der 1920er Jahre unmöglich, das bis dahin auf privater Basis engagierte Philharmonische Orchester in dieser Form weiter zu erhalten. Es wurde deshalb von Bremen als städtisches Orchester übernommen. Die Philharmonische Gesellschaft lieh sich die Musiker für ihre Konzerte aus. 1933 erfolgte die Umbenennung in Staatsorchester. Nach dem Zweiten Weltkrieg erhielt das Orchester den Namen Bremer Philharmonisches Staatsorchester.
2002 fand die Umwandlung in die Rechtsform einer GmbH statt; es entstand die Bremer Philharmoniker GmbH. Die Gesellschafter sind die Orchestermusiker, organisiert im Bremer Philharmoniker e. V. (26 %), die Stadt Bremen (52 %) und das Theater Bremen (22 %).
Die Leitung der Gesellschaft haben der Generalmusikdirektor und der Intendant. Die Zahl der Musiker liegt um die 82 (Stand 2017). Nach wie vor wird ein Staatszuschuss um die 4 Mio. Euro (Stand 2009) gewährt. Ein Aufsichtsgremium unter Vorsitz des Kultursenators gleicht die verschiedenen Interessen aus.

## Dirigenten

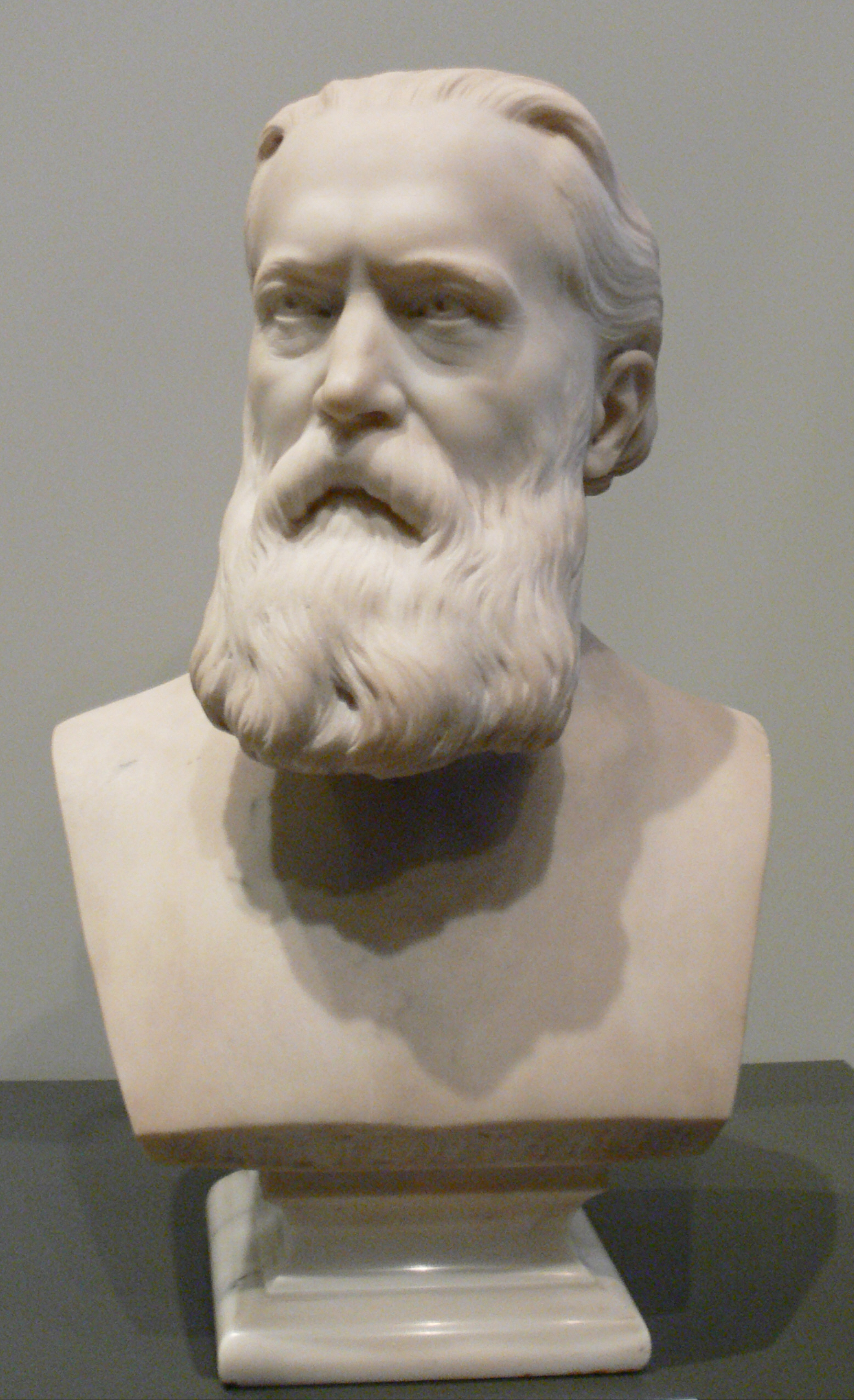
Carl Martin Reinthaler

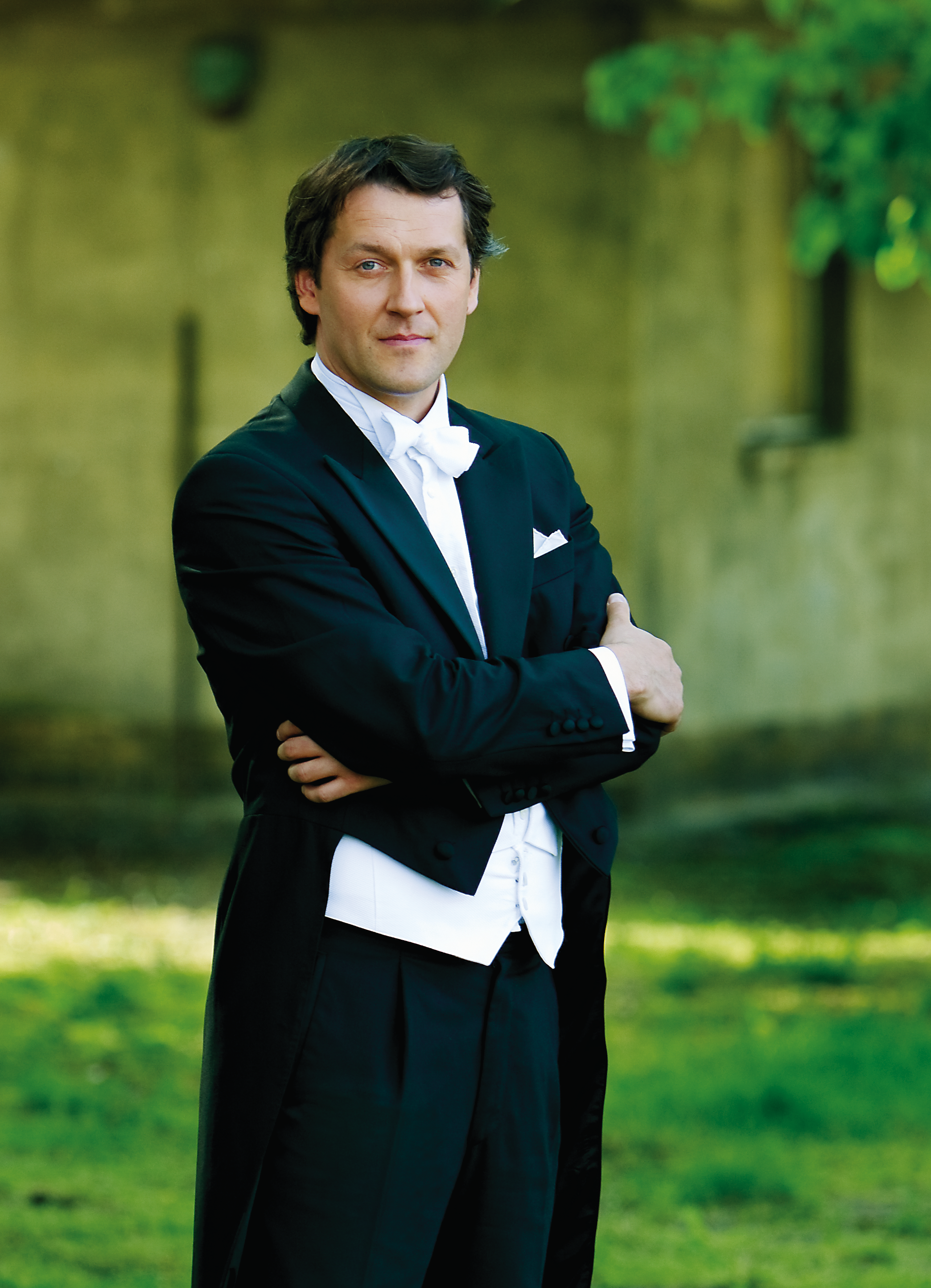
Markus Poschner (2010)

Chefdirigenten und Generalmusikdirektoren
- Wilhelm Friedrich Riem 1820–1857
- Carl Martin Reinthaler 1857–1893
- Max Erdmannsdörfer 1893–1895
- Georg Schumann 1896–1899
- Karl Panzner 1899–1909
- Manfred Gurlitt 1924–1927
- Ernst Wendel 1909–1935
- Peter Beck 1934–1941
- Hellmut Schnackenburg 1937–1943 und 1945–1953
- Paul van Kempen 1953–1955
- Heinz Wallberg 1955–1961
- Hans Walter Kämpfel 1961–1965
- Hans Wallat 1965–1970
- Hermann Michael 1970–1978
- Peter Schneider 1978–1985
- Pinchas Steinberg 1985–1989
- Marcello Viotti 1989–1993
- Günter Neuhold 1995–2002
- Lawrence Renes 2002–2006
- Markus Poschner 2007–2017
- Marko Letonja ab der Saison 2018–2019

Weitere Dirigenten
- Johannes Brahms, Hans Schmidt-Isserstedt, Rudolf Kempe, Karl Dammer

## Opern und Konzerte
Die Bremer Philharmoniker bestreiten pro Saison zirka 175 Opernvorstellungen im Theater Bremen im Theater am Goetheplatz, 28 Philharmonische Konzerte im Bremer Konzerthaus „Die Glocke“ sowie rund 30 Sonder-, Familien- und Kammerkonzerte. Zu den Sonderkonzerten gehören beispielsweise Benefiz-Konzerte für die Spendenaktion Weihnachtshilfe, den Bremer Krebs-Hilfsfonds und den Bremer Bürgerpark sowie Konzerte im Rahmen des Musikfest Bremen, des Bremer Klavierwettbewerbs und des Internationalen Dirigentenforums des Deutschen Musikrats. In ihrer Konzertreihe „phil pur“ widmen sich die Bremer Philharmoniker im Rahmen eines Philharmonischen Konzertes an mehreren Abenden dem Werk eines einzelnen Komponisten. Seit 2009 veranstalten die Bremer Philharmoniker auch ein eigenes Festival unter dem Titel „phil intensiv“. Nachdem bei der ersten Auflage vier Tage lang die vier Sinfonien von Johannes Brahms im Mittelpunkt standen, widmeten sich Markus Poschner und das Orchester bei der zweiten Auflage gemeinsam mit der SWR Big Band dem Wechselspiel von Komposition und Improvisation und der Begegnung von Klassik und Jazz, Symphonieorchester und Big Band. Richard Wagners Oper „Tristan und Isolde“ stand als konzertante Aufführung 2011 auf dem Festivalprogramm. Dazu kommen zahlreiche Projekte zur Förderung von Kindern und Jugendlichen sowie Projekte in der 2006 gegründeten „Musikwerkstatt Bremen“. Insgesamt sind die Bremer Philharmoniker in einer Spielzeit bei über 370 Veranstaltungen zu erleben.
Das Kernrepertoire der Konzerte reicht von der Wiener Klassik über die Romantik und Spätromantik bis zur Klassischen Moderne und der zeitgenössischen Musik. Kontinuierlich werden Solisten und Dirigenten von Weltrang verpflichtet, wie Frank Peter Zimmermann, Gidon Kremer, Midori, Julia Fischer, Julian Rachlin, Rudolf Buchbinder, Boris Beresowski, Sabine Meyer, Christopher Hogwood oder Mario Venzago.

## Musikvermittlung

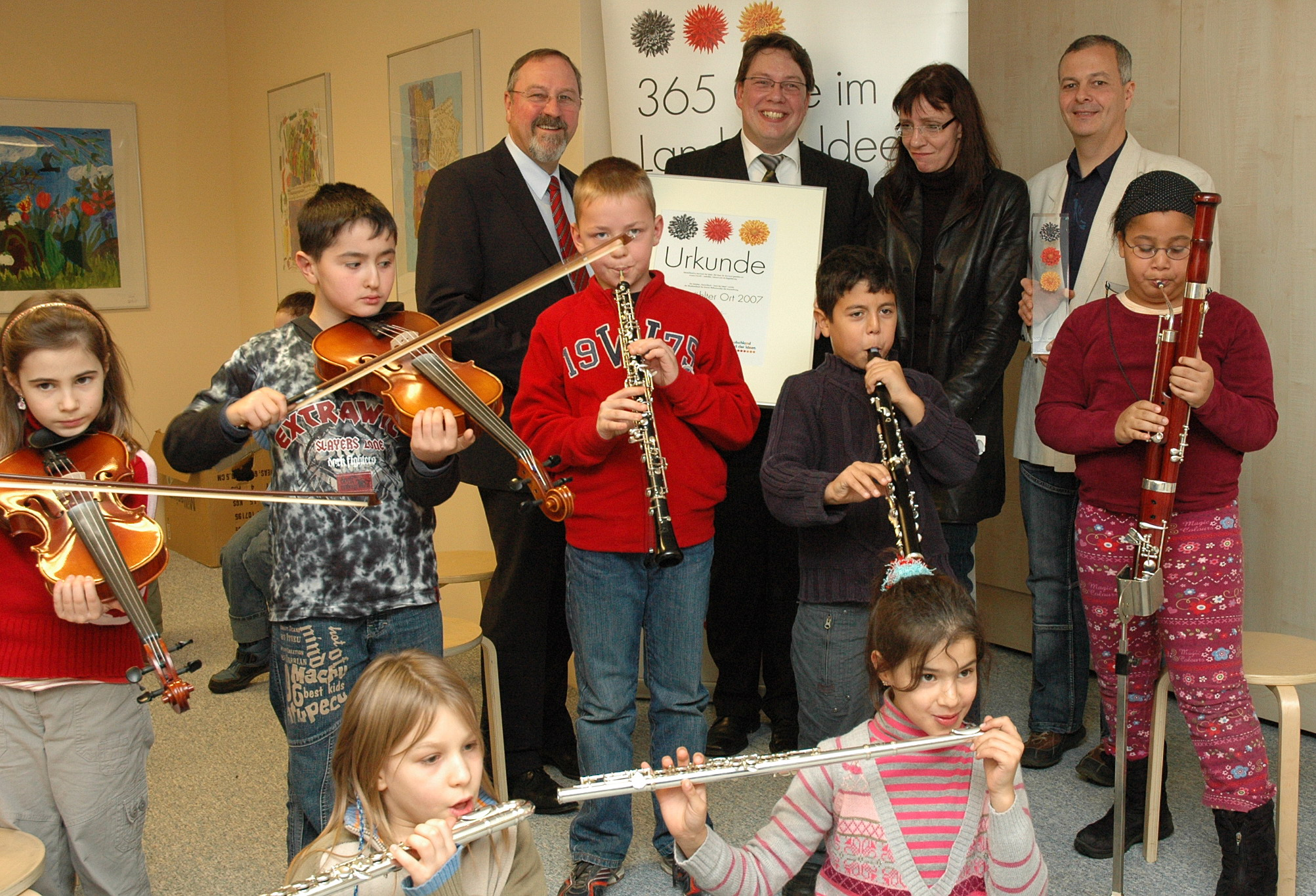
Die Musikwerkstatt Bremen wird als „Ort im Land der Ideen“ ausgezeichnet

Mit verschiedensten Veranstaltungen in und außerhalb der Schule begleiten die Bremer Philharmoniker jedes Jahr über 10.000 Kinder und Jugendliche. Ein besonders ambitioniertes Projekt innerhalb der Musikvermittlung stellt die im Herbst 2006 eröffnete „Musikwerkstatt Bremen“ dar. Die „Musikwerkstatt Bremen“ ist in Kooperation mit dem Landesinstitut für Schule entstanden und verfolgt das Ziel, Kinder und Erwachsene aktiv und durch eigenes Erleben mit Musik in Kontakt zu bringen. In der Musikwerkstatt kann man Einblicke in die Welt eines Sinfonieorchesters erhalten, aber vor allem sämtliche Instrumente eines Orchesters unter pädagogischer Anleitung ausprobieren.
Mehrere Aktivitäten wurden mit Preisen ausgezeichnet:
- Für das Projekt Karneval der Tiere wurde im Oktober 2005 vom Deutschen Musikrat und der Yamaha Kinder- und Jugendstiftung der Inventio 2005 verliehen.
- Im Dezember 2006 wurde die Musikwerkstatt Bremen ausgezeichnet und von der Initiative Deutschland – Land der Ideen und der Deutschen Bank zum „Ort im Land der Ideen“ ernannt.
- Preisträger des Wettbewerbs „Kinder zum Olymp – Schulen kooperieren mit Kultur“ 2007.
- Ausgezeichnet wurde das Schulprojekt Feen und Trolle, in Zusammenarbeit mit dem Landesinstitut für Schule, der Grundschule und dem Förderzentrum Grolland.
- Gewinner des Wettbewerbs Ideen machen Schule mit dem Projekt Ob im Weltraum jemand wohnt in Kooperation mit dem Landesinstitut für Schule und der Bürgermeister-Smidt-Schule.

## Philharmonische Gesellschaft Bremen
1825 wurde der Verein Gesellschaft für Privatkonzerte gegründet. Er hoffte, tüchtige Musiker für Bremen zu gewinnen und strebte die Bildung eines guten Orchesters und Chores an. Anfänglich waren die Erfolge noch mäßig, dann entstand jedoch ein beständiges Concert-Orchester mit Berufsmusikern und Musikern aus Liebhaberei.
Auch der Philharmonische Chor entstand. Nach dem Tod des Domkantors und Dirigenten der Bremer Singakademie Wilhelm Friedrich Riem (1779–1857) gab es seit 1858 mit Carl Martin Reinthaler einen gemeinsamen Dirigenten beider Chöre. Beide Chöre wurden nach dem Ausscheiden von Riem unter der Leitung von Max Erdmannsdörfer 1892 zu dem gemeinsamen Philharmonische Chor vereinigt.
1895 wurde aus der Gesellschaft für Privatkonzerte  die Philharmonische Gesellschaft. Sie engagierte sich ehrenamtlich im Bremer Musikleben und hat maßgeblich zu dessen Entwicklung und Vielfalt beigetragen. Musikliebhaber, Förderer und Firmen unterstützen die Gesellschaft. Sie war aber nicht in der Lage, auf Dauer ein Orchester von Berufsmusikern zu unterhalten und so musste sie sich für ihre Konzerte Musiker des städtischen Orchesters bzw. des Staatsorchesters ausleihen.
Seit 2001 ist Barbara Grobien Vorsitzende der Gesellschaft.
2002 wurde auf Initiative der Gesellschaft die Bremer Philharmoniker GmbH gegründet, an der die Gesellschaft zu 26 % beteiligt ist (siehe auch oben). Sie überließ der GmbH die Philharmonischen Konzerte in der Glocke, organisiert aber weiterhin Kammerkonzerte.
Die Philharmonische Gesellschaft arbeitet mit dem Musikfest Bremen zusammen, um eine hohe Qualität zu sichern. Durch eine Kooperation mit der Universität Bremen wird ein gemeinsames Seminar durchgeführt, zur Einführung in die Welt der europäischen Kunstmusik.